# Aaspere
Aaspere – wieś w Estonii, w prowincji Virumaa Zachodnia, w gminie Haljala.